# Ouro Verde (ort)
Ouro Verde är en ort i Brasilien.   Den ligger i kommunen Ouro Verde och delstaten São Paulo, i den södra delen av landet, 700 km sydväst om huvudstaden Brasília. Ouro Verde ligger 361 meter över havet och antalet invånare är 7 794.
Terrängen runt Ouro Verde är platt. Närmaste större samhälle är Dracena, 17,3 km öster om Ouro Verde.
Trakten runt Ouro Verde består i huvudsak av gräsmarker. Runt Ouro Verde är det mycket glesbefolkat, med 6 invånare per kvadratkilometer.